# Sheldon (Illinois)
Pour les articles homonymes, voir Sheldon.
Sheldon est un village situé dans le comté d'Iroquois, dans l'Illinois, aux États-Unis. La population était de 1 232 habitants au recensement de 2000 et 1 130 en 2009.

## Géographie
Sheldon est situé à 40° 46′ 15″ N, 87° 33′ 53″ O.
Selon le recensement de 2010, le village a une superficie totale de 1,9 km2.